# Протестантизм в Бельгии

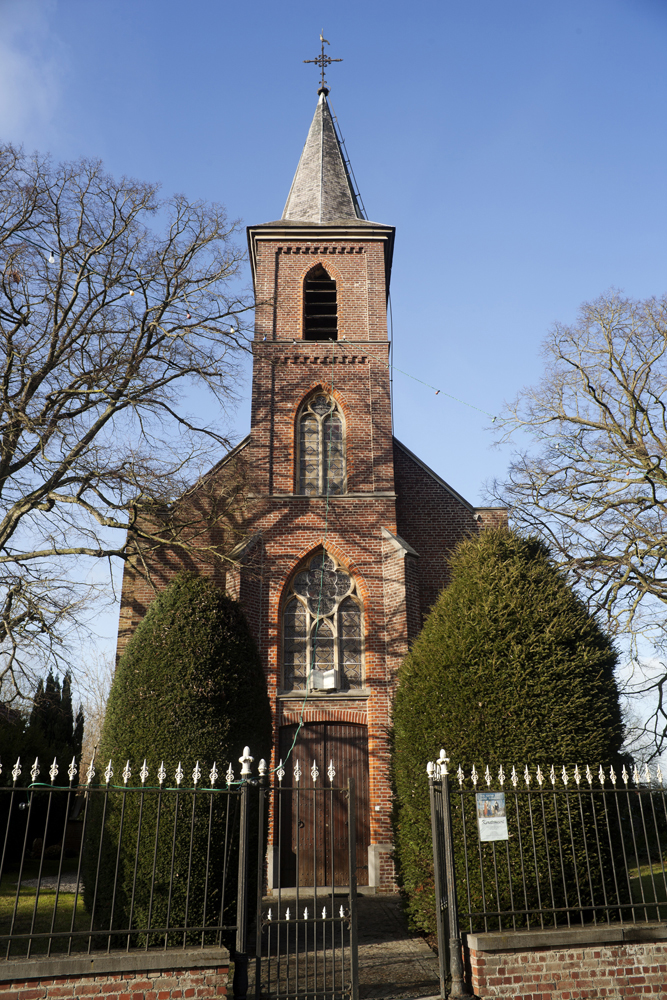
Протестантская церковь в Хоребеке, Восточная Фландрия

Протестантизм в Бельгии — одно из направлений христианства в стране. По данным исследовательского центра Pew Research Center в 2010 году в Бельгии проживало 150 тыс. протестантов, которые составляли 1,4 % населения этой страны. За последние 40 лет число протестантов удвоилось; в 1970 в Бельгии проживало 77 тыс. протестантов (0,8 % населения). Произошло это благодаря росту иммигрантских религиозных общин, в первую очередь — пятидесятнических.
В 2012 году в Бельгии действовало 690 протестантских приходов; 242 из них являются пятидесятническими и неопятидесятническими (35 %).
По этнической принадлежности большинство протестантов Бельгии являются валонцами, фламандцами, голландцами или немцами. Среди протестантов страны также немало британцев, американцев, конголезцев и латиноамериканцев. Менее половины протестантских общин Бельгии (49 %) используют во время богослужения французский язык; 24 % общин — голландский. Ещё 12 % протестантских общин — англоязычные; в Бельгии также действуют общины использующие португальский (29), итальянский (13), испанский (12), русский (6), армянский, румынский, турецкий, корейский, арабский, руандийский, языки выходцев из Конго и Ганы и др.

## Исторический обзор
Первые христианские археологические памятники на территории современное Бельгии датируются концом III века. Реальная евангелизация начинается в Бельгии поздно — в VI и VII веках и связана с именами Аманда, Элигия, Ламберта, Губерта и др. На протяжении всего средневековья в регионе доминировала Римско-католическая церковь.
Идеи Мартина Лютера стали распространяться на территории Бельгии очень рано; так что уже в 1521 году правительство издаёт законы против еретиков («плакаты»). Тезисы Лютера осудил Лувенский университет. В июле 1521 года в Генте было проведено сожжение 3 тыс. еретических книг, а через два года, в 1523 году в Брюсселе по приговору инквизиции были сожжены 2 монаха-августинца, ставшие сторонниками Лютера. Однако репрессивные меры не смогли остановить распространение протестантизма. В 30-х годах XVI века в Бельгии появляются анабаптисты, которые в 1534—1535 годах организовали ряд восстаний, вызвавших еще более жестокие преследования протестантов. В короткое время были замучены, повешены, утоплены, обезглавлены, сожжены или похоронены заживо тысячи еретиков и подозреваемых в ереси. С начала 40-х годов XVI века в Бельгии распространяется кальвинизм; с начала 60-х годов кальвинисты организовывают массовые ночные выступления, обличая в проповедях «идолопоклонство» католической церкви. Погромы католических церквей, начатые в августе 1566 года отрядами кальвинистов, спровоцировали восьмидесятилетнюю войну, приведшую к обособлению протестантских Нидерландов. Бельгия, хоть и участвовала на первом этапе войны, сохранила верность испанской короне и католической церкви. Значительное число протестантов из южных «бельгийских» земель бежали на север — в Нидерланды, а также в Англию, Германию, Скандинавию и Америку. В XVII веке протестантские общины существовали лишь в Брюсселе (при посольстве Англии) и Антверпене.
Лишь в 1781 году эдикт о веротерпимости императора Иосифа II даровал бельгийским протестантам гражданские права. В 1830 году Бельгия получила независимость; при этом первым королём страны стал протестант Леопольд I. В следующем, 1831 году была принята конституция, гарантировавшая полную свободу вероисповедания. Численность протестантов значительно увеличилась; так, если в 1816 году в Бельгии было 2,3 тыс. протестантов, то к 1846 году уже около 7 тыс.
В 1839 году 16 реформаторских и лютеранских приходов объединяются в Союз протестантских евангелических церквей.
В 1854 году в Бельгии начинают служение плимутские братья. В годы правления Леопольда II (1865—1909) в стране начали служение ряд других протестантских конфессий. Так, в 1889 году сотрудники Армии Спасения из Шотландии и Голландии начали служение в Мехелене; в том же году встречи стали проводиться в Брюсселе и Генте. Первую баптистскую церковь основали в 1895 году в коммуне Серен французские баптисты; в 1922 году был создан Союз баптистов Бельгии. В 1897 году из Швейцарии в Бельгию прибыл адвентистский проповедник К. Аугсбергер; в результате его усилий в следующей году была образована первая адвентистская община. К 1940 году в Бельгии было 15 адвентистских церквей с 624 членами.
Проповедь пятидесятнических доктрин в Бельгии начала Ада Эссельбах-Уайтинг (1867—1927), перешедшая в пятидесятничество в 1909 году в Амстердаме и организовавшая ряд богослужений в Антверпене. В 1920-х и 1930-х годах в Бельгии проповедуют пятидесятники из Нидерландов, а также Джордж Джеффрис из английской церкви «Елим» (1926) и Дуглас Скотт, миссионер Ассамблей Бога во Франции (1931).
Британские и американские методисты создали в 1922 году в Брюсселе методистскую миссию. К 1952 году в Бельгии было 3,4 тыс. методистов. В 1969 году 16 методистских церквей входят в объединение лютеран и реформаторов, создав Протестантскую церковь Бельгии. С 1978 года объединение носит название Объединённая протестантская церковь Бельгии.
Во время Второй мировой войны многие протестантские пасторы были депортированы или казнены.
В 1953 году в Брюсселе была открыта первая церковь меннонитов, в 1955 году ещё одна община появилась в Риксансаре. С 1986 года в Поперинге действует община амишей.